# Laurent Boileau
 (août 2023).
Pour les articles homonymes, voir Boileau.
Laurent Boileau, né le 24 septembre 1968 à Compiègne, est un réalisateur français.

## Biographie
Laurent Boileau a travaillé pendant 10 ans comme chef opérateur puis comme chef monteur sur une trentaine de documentaires (France 2, France 3, France 5, Canal+, Arte, Planète…). En 1999, il passe à la réalisation avec Un moulin dans le vent, Image d'Or au festival de Pézenas. Il participe ensuite à la série, de 26 x13 min, L'Éducation en questions, produite par Mosaïque Films pour France 5. En 2002 et 2003, il réalise Un collège pas comme les autres puis Un autre monde ? respectivement pour Planète Future et pour KTO.
Sa passion pour la bande dessinée et plus généralement pour les arts graphiques l'amène à réaliser plusieurs films sur le 9e art : Les Artisans de l'imaginaire (France 3, 2004), Spirou, une renaissance (TLM, 2004), Franquin, Gaston et compagnie (France 5, RTBF, 2005), Les Chevaux de papier (Equidia, 2006), Sokal, l'art du beau (France 3, 2007), La Pologne de Marzi (TV Rennes 35, 2009). À l'occasion des 20 ans de la chute du mur de Berlin, il développe une série d'animation de 10 x 3 min pour la RTBF et Curiosphere.tv (diffusée également au festival de Pessac). 
Parallèlement à son métier de réalisateur, il anime pendant 3 ans le site BD de France Télévisions et chronique sur le site d'actualités Actua BD.
En 2012 sort son premier long métrage d'animation, Couleur de peau : miel, récompensé par 28 prix dont le Prix du public au Festival international du film d'animation d'Annecy et le Grand prix au Japan Media Arts Festival 2013.
En 2013, il réalise Lady of the Night, un court-métrage d'animation sur une musique originale d'Attie Esterhuizen, sélectionné dans plus de 50 festivals à travers le monde.
Pour France 3, il réalise Goulet-Turpin, la saga d'un épicier (2015), puis C'est pour la vie (2018) où il recueille la parole d'adultes porteurs de trisomie 21. 
En 2020 sort son deuxième long-métrage J'irai décrocher la lune, un documentaire sur des trentenaires porteurs de trisomie 21.
Son dernier film, à bras-le-corps (France 3, 2022), dresse le portrait de David Martineau, un élu nantais au corps singulier.

## Filmographie

### Longs métrages pour le cinéma
- 2012 : Couleur de peau : miel[1],[2] (documentaire d'animation)
- 2019 : J'irai décrocher la lune[3] (documentaire)

### Courts métrages
- 2014 : Lady of the night[4] - 10 min

### Documentaires pour la télévision
- 1999 : Un moulin dans le vent[5] 52 min
- 2001 : L'Éducation en questions[6] 2x13 min
- 2002 : Un collège pas comme les autres[7] 52 min
- 2003 : Un autre monde ?[8] 40 min
- 2004 : Les Artisans de l'imaginaire[9] 52 min
- 2004 : Spirou, une renaissance[10] 52 min
- 2005 : Franquin, Gaston et cie[11] 52 min (Sélection FIFA 2006)
- 2006 : Les Chevaux de papier[12] 52 min (Sélection Festival Epona 2007)
- 2007 : Sokal, l'art du beau[13] 26 min
- 2009 : La Pologne de Marzi[14] 26 min (Sélection Festival Les yeux ouverts 2011)
- 2015 : Goulet-Turpin, la saga d'un épicier[15] 52 min
- 2018 : C'est pour la Vie 52 min
- 2022 : à bras-le-corps[16] 52 min

### Série d'animation
- 2009 : Marzi, la fin du communisme[17] 10x3 min (Sélections Festival International du Film d'Histoire de Pessac 2009, Festival Ale Kino! Poznań (Pologne) 2011, 29e Festival Ciné-Jeune St Quentin 2011)

### Web
- 2007-2009 : Les Rencontres de la BD[18] 52x30 min

## Distinctions

### Récompenses
- Festival de Pézenas 1999 : Image d'Or pour Un moulin dans le vent
- Festival international du film d'animation d'Annecy 2012 : Prix du public et Prix Unicef scénario pour Couleur de peau : miel
- Festival du film de Turin 2012 : Mention Spéciale pour Couleur de peau : miel
- 17èmes Rencontres du cinéma francophone en Beaujolais 2012 : Prix du Jury Lycéens pour Couleur de peau : miel
- Ciné-Mômes 2012 : Prix du meilleur film pour Couleur de peau : miel
- Festival Les Enfants du Cinéma 2013 : Prix du Jury Lycéens pour Couleur de peau : miel[19]
- Prix Henri Langlois 2013 : Mention Spéciale pour Couleur de peau : miel
- Festival international du film pour enfants de Montréal 2013 : Grand Prix et Prix INIS pour Couleur de peau : miel
- Festival Monstra de Lisbonne 2013 : Prix spécial du Jury pour Couleur de peau : miel
- Festival du Film Jeunesse de Leeds 2013 : Prix du Jury pour Couleur de peau : miel
- Animafest Zagreb 2013 : Grand Prix et Prix du Public pour Couleur de peau : miel
- Anima Mundi 2013 (Brésil) : Prix du Meilleur Film pour Couleur de peau : miel
- BUSTER 2013 (Danemark): Prix du Meilleur Documentaire pour Couleur de peau : miel
- St Pierre 2013 (Réunion): Grand Prix, Prix du public, Prix du Jury Jeune pour Couleur de peau : miel
- 17th Japan Media Arts Festival 2013 (Japon): Grand Prix pour Couleur de peau : miel
- ReAnimania, Festival International du Film d'Animation de Yerevan 2013 (Arménie): Prix du meilleur personnage animé pour Couleur de peau : miel
- Festival Clap en Loire 2014 (France) : Meilleur scénario, meilleur bande son originale, meilleur film, meilleur film pour les filles, meilleur film pour les garçons, pour Couleur de peau : miel
- R2R Film Festival 2014 (Canada) : Youth Jury Award for Best Picture (13 ans et plus) et Adult Jury Award for Best Picture pour Couleur de peau : miel
- Festival Nuovo Cinema Europa 2014 (Italie) : Prix du Jury pour Couleur de peau : miel
- Festival Out on Film 2014 (USA): Prix du meilleur court-métrage d'animation pour Lady of the Night
- Festival Animfest 2015 (Grèce): Prix de la musique pour Lady of the Night